# Elisabeth Weeshuis

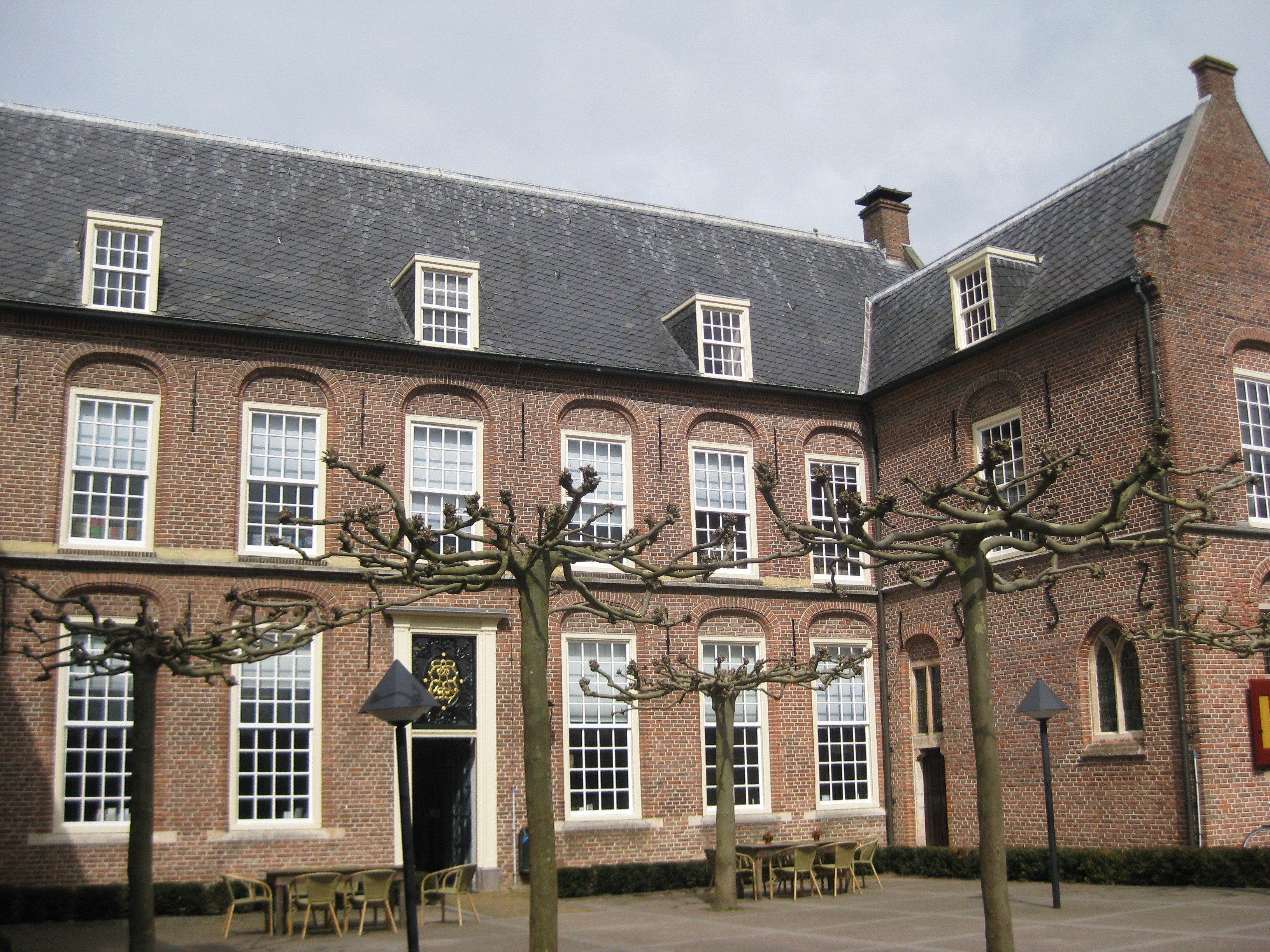
Elisabeth Weeshuis Museum

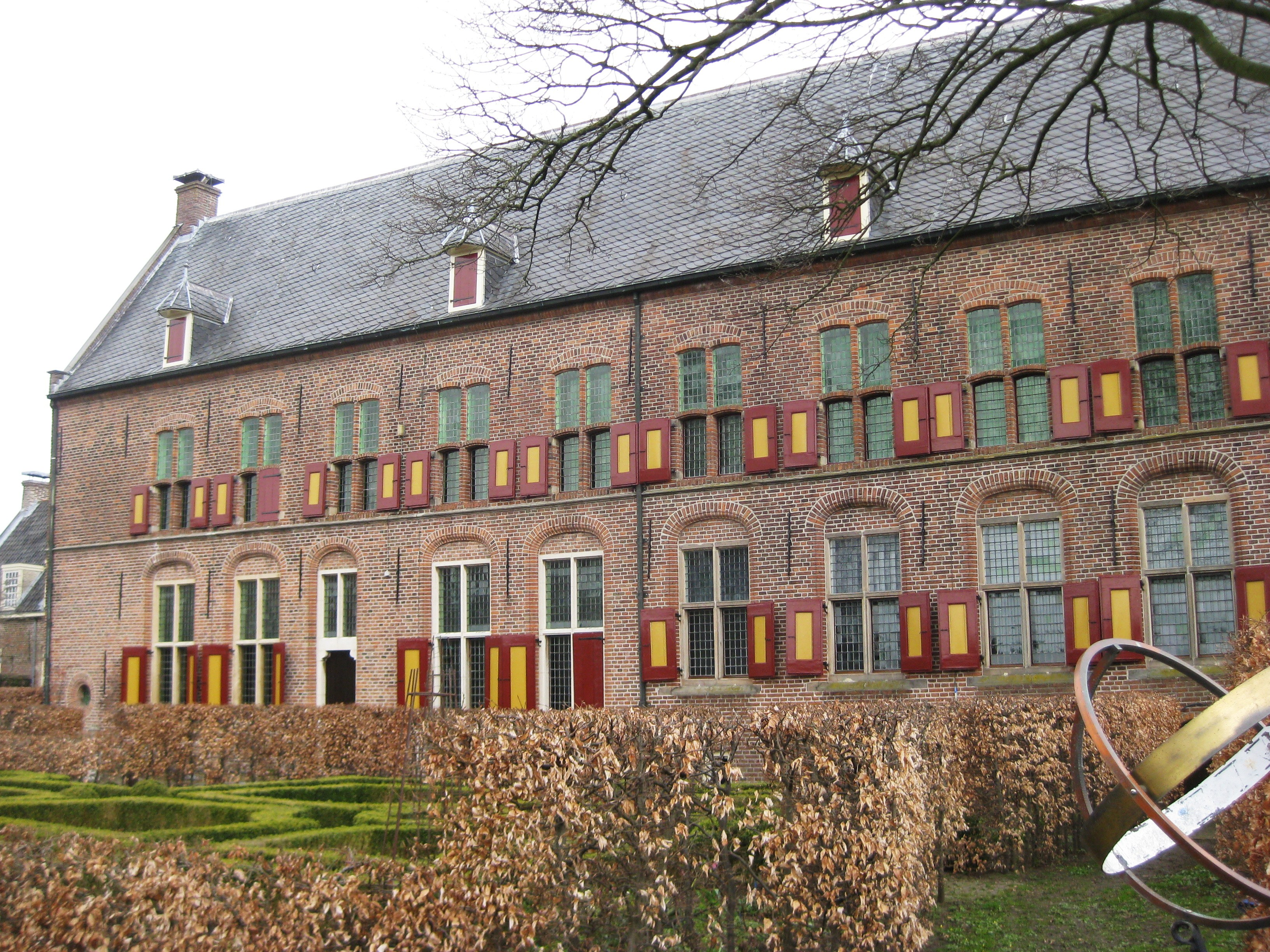
Achterzijde westvleugel

Het Elisabeth Weeshuis in de Gelderse stad Culemborg, aan de Herenstraat 29, is een voormalig weeshuis in 1560 gesticht uit de erfenis van de rijke en kinderloze vrouwe Elisabeth, gravin van Culemborg.

## Geschiedenis
Gravin Elisabeth liet na haar dood in 1555 een groot deel van haar vermogen na aan de armen van de stad, onder meer de bouw van een nieuw weeshuis werd er van bekostigd. De bouwkosten bedroegen 15.545 gulden en het startkapitaal voor de liefdadigheidsinstelling was 32.000 gulden groot. Het was het eerste nieuwgebouwde weeshuis van het land, tot dan toe werden wezen in bestaande panden zoals kloosters of woonhuizen ondergebracht. In 1952 verliet de laatste wees het huis. Het weeshuis bood van 1952 tot 1968 onderdak aan de Christelijke HBS. De voormalige weesvader woonde aanvankelijk nog in het gebouw en was een toevlucht voor scholieren die uit de les waren gestuurd. Het gebouw was voor de school al snel te klein, er werden twee barakken in de tuin gezet, tussen de appelbomen. Bijna gelijktijdig met invoering van de Mammoetwet in 1968 trok de HBS naar een nieuw gebouw onder de naam Koningin Wilhelmina College.

## Huidige situatie
De meisjesvleugel van het Weeshuis werd na 1968, na een grondige renovatie het Elisabeth Weeshuis Museum. In het Weeshuis zijn - behalve het museum - nog enkele andere instellingen gehuisvest.

## Afbeeldingen

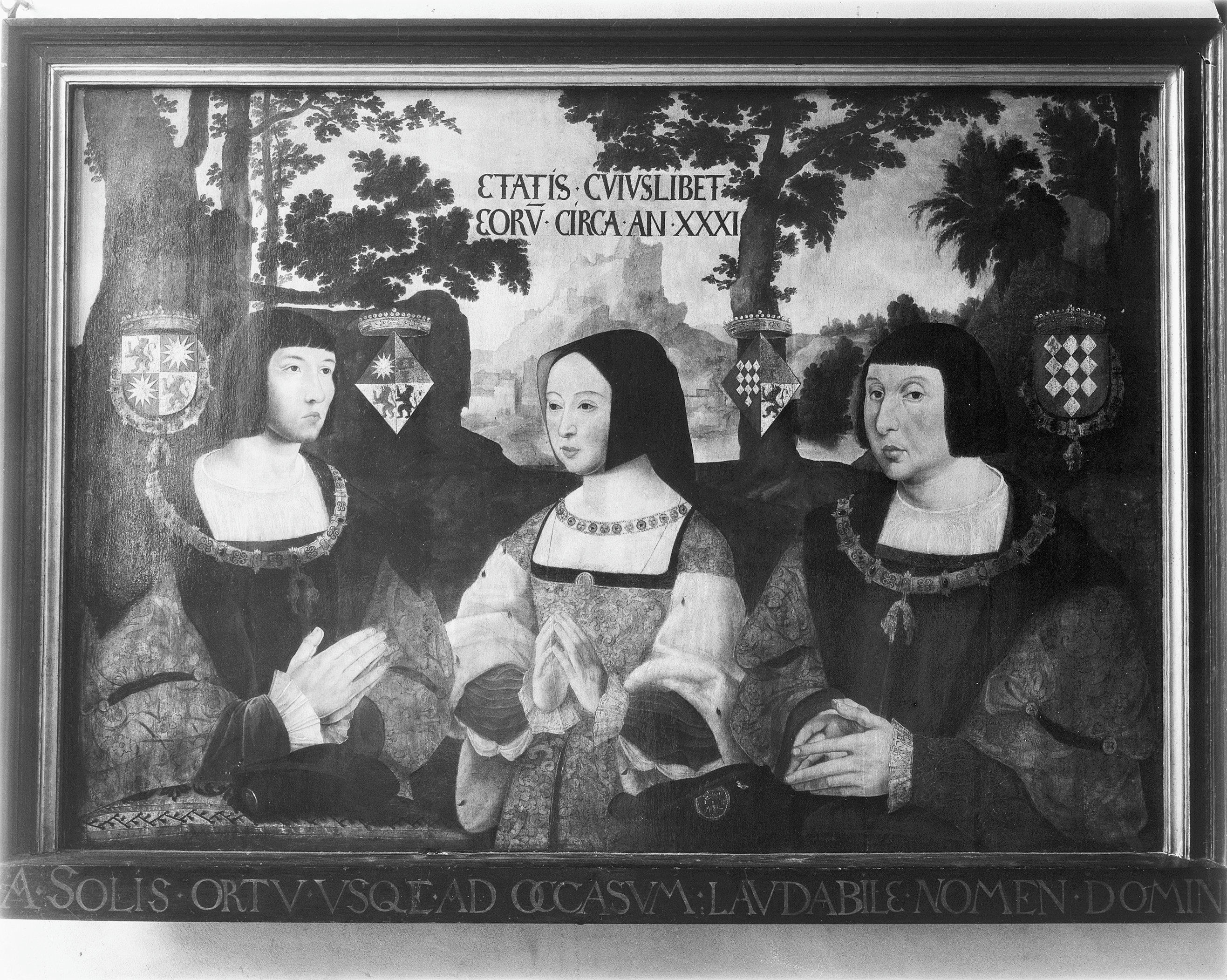
Elisabeth en haar beide echtgenoten
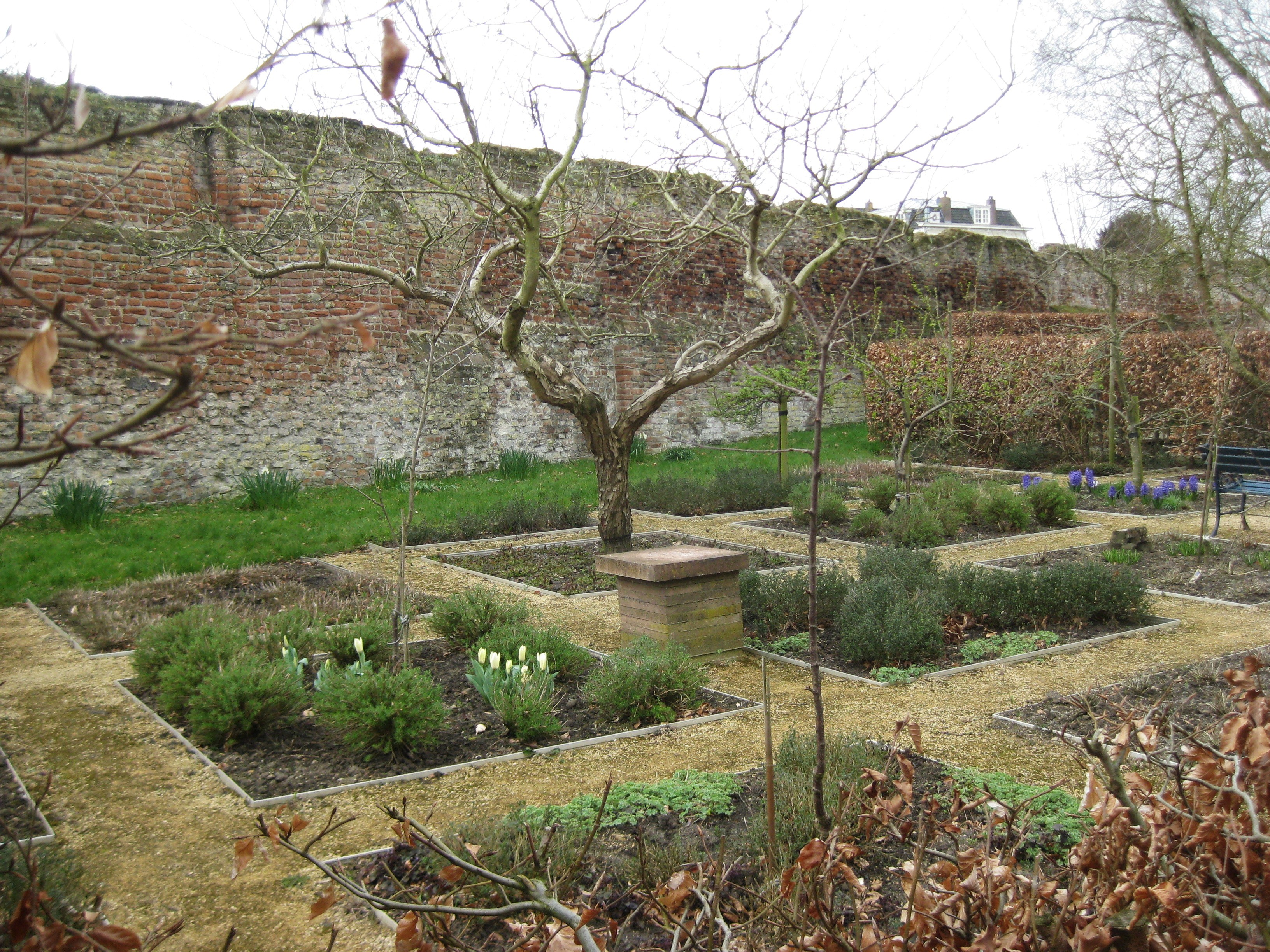
Tuin
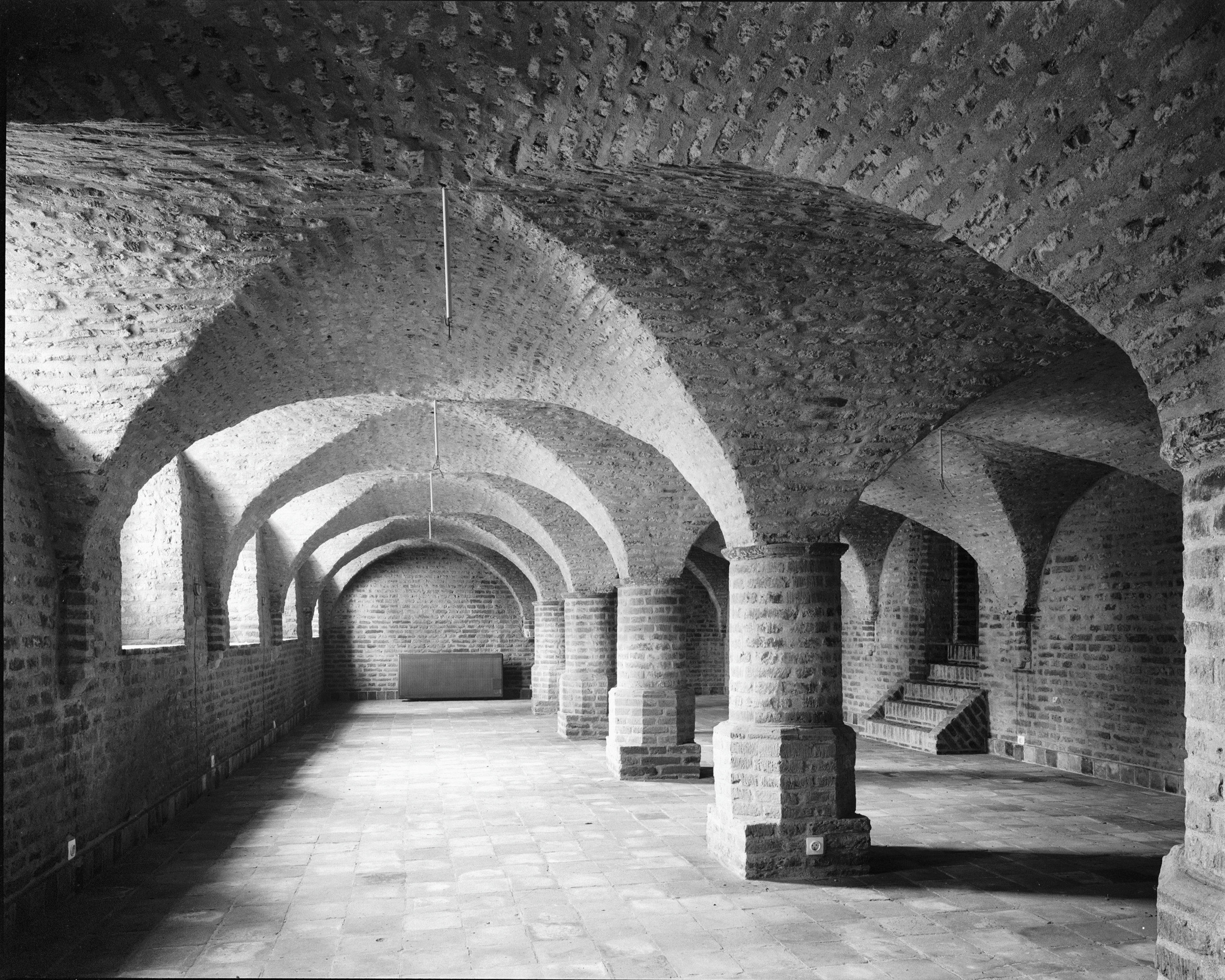
Kelder